# 松川事件 (映画)
『松川事件』（まつかわじけん）は、1961年製作、山本薩夫監督による日本映画。松川事件の発生から仙台高裁の二審判決までを描く。

## 概要

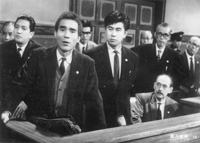
岡林辰雄弁護士(宇野重吉）、大塚一男弁護士(宇津井健）

松川事件で最初に逮捕されたA被告の任意の取り調べ前後の経過から、虚偽を含む自白調書を忠実に再現した部分に続き、19名の相次ぐ逮捕、取り調べの模様、第一審、第二審の公判記録を中心に、事実に忠実にシナリオが書かれ、細部にわたって再現性が追求された。被告と家族、弁護人の氏名、弁護士の所属団体（自由法曹団）は実名である等、実録ものとしての体裁をとっている。
最高裁判所によって仙台高等裁判所の二審判決が破棄され、仙台高裁に差し戻した日の翌日、1959年8月11日に劇映画の製作が決定され、差戻公判の事実の取り調べ（1960年3月21日から1961年1月21日）の間に製作がすすめられ、同年2月14日からの検察論告を前に完成、同年1月27日、全国公開された。
製作の中心となったのは、松川事件の被告の無罪を訴え、裁判での全面勝利を求める「松川事件対策協議会」（会長・広津和郎）や労働組合等。松川事件を被告全員無罪の立場から捉えた映画は、すでに数本の記録映画が製作されていたが、本作は、記録フィルムのない密室の取り調べや法廷シーンを再現し、松川事件にあまり関心がない、映画好きの観客向け（労働組合員・一般市民ほか）に劇映画として製作された。
スタッフには、独立プロダクション協同組合の推薦によって、監督に山本薩夫、製作に伊藤武郎、絲屋寿雄、脚本に新藤兼人、山形雄策、撮影に佐藤昌道、美術に久保一雄、音楽に林光ら総勢約50名が担当した。
キャスティングにあたっては、新劇の各劇団研究生を含めて300人の新劇俳優の中からオーディションを経て、劇団舞芸座（舞台芸術学院卒業生の劇団）、劇団新人会、劇団汐、劇団青俳、劇団三期会（現・東京演劇アンサンブル）、劇団東芸、劇団新演（新演劇研究所の後継）、劇団現代座（北沢彪らが創立）、劇団俳優座、俳優座養成所、東京芸術座から20人の被告役が選ばれ、ベテランらが客演、総勢約100名が出演した。
寺島幹夫は、テレビ出演を一切ことわり、私費で松川事件関連の書物を購入し、事件の背景を学んだ。宇野重吉は、出演料の全額を松川事件対策協議会にカンパした。

## 製作の経緯
- 1959年8月10日、最高裁判所が仙台高等裁判所の二審判決（1953年12月22日、17人が死刑含む有罪、3人が無罪）を破棄し、仙台高裁に差し戻した翌日の8月11日に開催された「松川事件対策協議会」の第7回全国代表者会議（1959年8月11日）で、『劇映画』製作を決定[1]。
- 同年8月29日、総評第12回大会で松川事件劇映画製作支援決議を採択[1]。
- 1960年2月13日、「松川事件劇映画製作委員会」（会長・広津和郎、副会長・太田薫、事務局長・加藤万吉）結成大会が開催され、総評、国鉄労働組合、日本ジャーナリスト会議など、78の団体が参加、常任実行委員会には22団体が選ばれた。大会には、各県の代表120名と、佐多稲子（作家、松川事件対策協議会副会長）、阿部知二（作家、松川事件対策東京協議会会長）、映画監督の山本薩夫、脚本家の八木保太郎、俳優の宇津井健、三島雅夫、左幸子らも出席した[1]。
- 既成の映画会社による資金の支援を受けず、配給網にも依存せず、労働組合が製作の中心となった過去の映画（第一映画と全逓信労働組合の提携作品であった1953年の「赤い自転車」等）の製作システムであった独立プロ請負の形をとらないことが決定された[1]。
- シナリオの完成には差戻公判の事実の取り調べが続いていた7ヶ月余りを費やし、関係者と全国の支援者の意見を集約し、第三稿まで書き直しが行われて、クランクインの7日前にようやく決定稿を得た。すでに事件の発生から10年あまりが経過し、その間、社会情勢が変化、高度成長期を迎えた観客にも、事件や裁判の展開だけでなく、当時の社会背景等を把握できる内容が求められた[1]。1961年1月1日付発行の雑誌「映画評論」第18巻第1号に「シナリオ 松川事件」が掲載された。
- 1960年11月5日にクランクイン。撮影スタジオを借りて室内シーンを撮影するとともに、ロケ地は仙台高等裁判所付近等行われ、強要された虚偽の自白内容のレール外しのシーンは、現在の千葉県佐倉市付近で撮影された。仙台高裁前のラストシーンでは、福島、宮城、東京、新潟、栃木、千葉、神奈川各県から約2000人のエキストラが参加した[1]。
- 1961年1月25日、完成[1]。

## 配給と上映
- 1961年1月27日、35mmフィルム版は、36本がプリントされ、一般常設館792館で上映。160万人が鑑賞。京都市では祇園会館（1958年3月開館）での一週間の上映だけで2万人を動員。本作がヒットしていることを知った映画館主のなかには、浜松市と船橋市の大映、若松市（現・北九州市若松区）の東宝直営または系列館のように、割当の映画上映の義務に違反して違約金を配給元に支払って本作を優先して上映してもなお利益を確保したケースもあった[1]。
- 16mmフィルム版は67本が活用され、1300会場1600回、210万人が鑑賞。本作の16ミリ版の自主上映運動は、各地の労働組合での視聴覚教育への関心を高め、16ミリ映写機の購入等の弾みになった。占領下の1948年から民間情報教育局（CIE）の貸与する16ミリトーキー映写機1300台による教育映画の地域の巡回映画上映は盛んであったが、まだ長編劇映画の巡回上映が珍しい農山村も少なくなく、そうした地域でも上映され、住民ぐるみ動員を得たケースも少なくなかった[1]。
- 35ミリフィルムは中国にも送られ、中国の声優によって中国語吹き替え版が製作され、上映された[1]。

## あらすじ
1949年9月の初旬のある日、警察署で本間刑事による元国鉄線路工の青年Aへの取り調べが始まる。8月に起きた列車転覆事件の見込み捜査の一環であった。Aは、拷問や脅迫等に耐えきれず、すでに警察官、検察官によって筋書きがつくられ、その通りの虚偽の供述書を認めることになった。この自白にもとづいて、国鉄労働組合から9名、東芝労組から10名が次々と逮捕された。同年12月5日、福島地方裁判所での第一回公判でAは冒頭から供述書の自白内容を翻して、無実を主張した。
公判では様々な矛盾点が明らかにされたが、1950年12月6日、死刑5名、無期懲役5名を含む全員に有罪の判決が下った。1953年12月22日、仙台高等裁判所における第二審判決は、3名をのぞいて全員有罪。被告たちは、新しい証拠の存在をたよりに全員無罪を求めて運動を続ける決意を固めた。

## 出演者
- 赤間勝美：小沢弘治
- 杉浦三郎：高松政雄
- 佐藤一：寺島幹夫
- 岡林弁護人：宇野重吉
- 大塚弁護人：宇津井健
- 梨木弁護人：下元勉
- 上村弁護人：千田是也
- 吉田部長：西村晃
- 司検事：多々良純
- 藤木裁判長：加藤嘉
- 玉田警視：永井智雄
- 守屋署長：殿山泰司
- 幸田牧師：織田政雄
- 園子の母タニ：岸輝子
- 武田の母シモ：北林谷栄
- 太田の妻抗子：岸旗江
- 斎藤の母すみ：沢村貞子
- 寺尾裁判長：鶴丸睦彦
- 原刑事：稲葉義男